# Cerchysius marilandicus
Cerchysius marilandicus är en stekelart som beskrevs av Girault 1917. Cerchysius marilandicus ingår i släktet Cerchysius och familjen sköldlussteklar. Inga underarter finns listade i Catalogue of Life.